# Cristiana Cascioli
Cristiana Cascioli (ur. 10 sierpnia 1975 w Narni) – włoska szpadzistka, dwukrotna medalistka mistrzostw świata.
Podczas mistrzostw świata w Hawanie w 2003 roku wywalczyła brązowy medal w turnieju indywidualnym. Wyprzedziły ją jedynie Ukrainka Natalija Konrad i Francuzka Maureen Nisima. Na mistrzostwach świata w Antalyi w 2009 roku Włoszki w składzie: Cristiana Cascioli, Francesca Quondamcarlo, Bianca Del Carretto i Nathalie Moellhausen zdobyły złoty medal w zawodach drużynowych. Była też między innymi czwarta drużynowo na mistrzostwach świata w Nîmes w 2001 roku.
Ponadto zdobyła drużynowo złote medale na mistrzostwach Europy w Bolzano w 1999 roku i mistrzostwach Europy w Gandawie w 2007 roku oraz brązowy na mistrzostwach Europy w Kijowie w 2008 roku.
Wystartowała na igrzyskach olimpijskich w Sydney w 2000 roku zajmując 17. miejsce w turnieju indywidualnym. Brała też udział w igrzyskach olimpijskich w Atenach w 2004 roku, gdzie indywidualnie była jedenasta. 